# Arthroleptis sylvaticus
Espèce
Synonymes
- Schoutedenella sylvatica Laurent, 1954
- Arthroleptis sylvatica (Laurent, 1954)

Statut de conservation UICN

 LC  : Préoccupation mineure
Arthroleptis sylvaticus est une espèce d'amphibiens de la famille des Arthroleptidae.

## Répartition
Cette espèce se rencontre jusqu'à 1 300 m d'altitude dans le Sud du Cameroun, au Gabon, dans le sud de la Centrafrique et dans le Nord du Congo-Kinshasa.
Sa présence est incertaine en Guinée équatoriale.

## Publication originale
- Laurent, 1954 : Remarques sur le genre Schoutedenella. Annales du Musée Royal du Congo Belge. Nouvelle Série in-quarto. Sciences Zoologiques, vol. 1, p. 34-40.